# Light & Magic
Light & Magic é o segundo álbum de estúdio da banda britânica de Eletropop Ladytron. Foi lançado em 2002. 

## Faixas
1. "True Mathematics" – 2:22
2. "Seventeen" – 4:38
3. "Flicking Your Switch" – 3:26
4. "Fire" – 2:49
5. "Turn It On" – 4:46
6. "Blue Jeans" – 4:13
7. "Cracked LCD" – 2:32
8. "Black Plastic" – 4:17
9. "Evil" – 5:34
10. "Startup Chime" – 3:31
11. "NuHorizons" – 4:03
12. "Cease2xist" – 4:37
13. "Re:agents" – 4:53
14. "Light & Magic" – 3:35
15. "The Reason Why" – 4:14
16. "USA vs. White Noise (Album Version)" (uma faixa escondida em 'The Reason Why' que não foi inserida nem na capa e nem no encarte do cd) – 2:17

### Faixas bônus (2004)
1. "Seventeen" (Soulwax mix) – 4:26
2. "Cracked LCD" (Ao Vivo em Sofia) – 2:55
3. "Light & Magic" (Ao Vivo em Sofia) – 3:23
4. "Evil" (Pop Levi mix) – 3:13